# サミ・ウケリ
サミ・ウケリ（アルバニア語: Sami Ukelli、1972年10月30日 - ）は、コソボのコンサルタント、大使。
母語のアルバニア語と公用語のセルビア語に加えて、英語・ドイツ語・クロアチア語・ボスニア語に堪能。既婚で二児の父。
ユーゴスラビア社会主義連邦共和国セルビア社会主義共和国コソボ・メトヒヤ自治州（当時）のベシアナ（ポドゥイェヴォ）出身。

## 教育歴
- 2002年 - 2006年: ヨハネス・ケプラー大学リンツ校（ドイツ語版、英語版）（リンツ大学）に留学、社会経済学修士号を取得[1][2]
- 2006年 - 2007年: ウィーンの欧州・国際問題省（ドイツ語版、英語版）で内勤者として行政インターンシップ[1][2]
- 2007年 - 2009年: ウィーン大学大学院で学際的バルカン研究プログラムを履修[1][2]

## 経歴
- 2006年: リンツのフォルクスホッホシューレ（VHS）成人教育センターで基礎教育トレーナー[1][2]
- 2007年 - 2009年: オーストリア開発庁（ドイツ語版、英語版）（ADA）のウィーン本庁およびコペンハーゲン支庁で多国間開発協力コンサルタント[1][2]
- 2009年 - 2010年: 国際機関評価ネットワーク（MOPAN）事務局および英国際開発省（DFID／現・外務および英連邦・開発省）でコンサルタント[1][2]
- 2010年3月 - 2012年9月: 駐日コソボ大使[1][2]（初代[3]。信任状捧呈は3月23日[4]）
- 2012年10月 - 2013年10月: コソボ外務省（アルバニア語版、英語版）総局長、政治局長[1][2]
- 2013年10月 - 2015年2月: 在ハンガリーコソボ大使[1][2]
- 2015年2月17日[1] - 2020年: 在オーストリアコソボ大使[2]
- 2020年8月: 在スイスコソボ大使[2]（信任状捧呈は10月13日[5][6]）

## 賞罰
- オーストリア共和国功績勲章（ドイツ語版、英語版）[2]